# 曼内·西格巴恩
曼内·西格巴恩（瑞典語：Karl Manne Georg Siegbahn，1886年12月3日—1978年9月26日），瑞典物理學家，1925年，他因為發現X射線的光譜，而獲得1924年度的諾貝爾物理學獎殊榮。值得一提的是，他的兒子凯·西格巴恩亦是1981年的諾貝爾物理學獎得主。

## 相關資料
- Nobel prize winner bio entry for Karl Manne Georg Siegbahn （页面存档备份，存于）